# دی‌اکسیژن دی‌فلوئورید
دی فلوراید پراکسید (به انگلیسی: Dioxygen difluoride)، یک ترکیب شیمیایی از فلوئور و اکسیژن با فرمول شیمیایی O
2F
۲ است و به صورت یک جامد نارجی رنگ که در حالت ذوب در −۱۶۳ درجه سلسیوس (۱۱۰ کلوین) یک مایع قرمز رنگ تبدیل می‌شود وجود دارد. این ماده یک عامل اکسنده و تجزیه شیمیایی بسیار قوی است و با نرخ ۴٪ در روز به اکسیژن و فلوئور تجزیه می‌شود حتی در −۱۶۰ درجه سلسیوس (۱۱۳ کلوین). به همین دلیل طول عمر آن در دمای اتاق بسیار کوتاه است. دی اکسیژن دی فلوراید تقریباً با هر مادهٔ شیمیایی که با آن برخورد کند واکنش می‌دهد، حتی یخ عادی، که منجر به ساخت ماده‌ای با نام‌آوای "FOOF" می‌شود، (یک بازی در ساختار شیمیایی همین ماده).